# Cesare Maestri
Cesare Maestri (ur. 2 października 1929 w Trydencie, zm. 19 stycznia 2021 w Madonna di Campiglio) – włoski alpinista i pisarz zajmujący się tematyką górską. W latach 50. XX wieku dokonał wielu pierwszych wejść, szczególnie w paśmie Dolomiti di Brenta i w Dolomitach. W swoim czasie był jednym z najlepszych alpinistów świata. Zszedł na przykład drogą o VI stopniu trudności (Via delle Guide – Crozzon di Brenta). Jego przydomek Ragno delle Dolomiti (Pająk Dolomitów) pochodzi z tych czasów.
Tragicznym punktem zwrotnym jego życia była ekspedycja do Patagonii w 1959 r. Zgodnie z jego własną relacją, zdobył wraz z tyrolskim wspinaczem Tonim Eggerem szczyt Cerro Torre. Egger poniósł śmierć w trakcie zejścia. Spadł wraz z aparatem fotograficznym, w którym miało być zdjęcie ze szczytu, dowodzące jego zdobycia. Twierdzenia Maestriego zostały wkrótce podane w wątpliwość i dzisiaj eksperci są zgodni, że Cerro Torre nie zostało wtedy zdobyte.
W 1970 roku Maestri wrócił tam i używając sprężarki, wykonał w ścianie skalnej setki otworów, umieszczając w nich haki. Dotarł do najwyższego punktu ściany znajdującego się pod grzybem śniegowym, który przez prawie cały czas pokrywa sam szczyt. Droga ta jest znana pod nazwą Compressor route. Taka metoda wspinaczki została mocno skrytykowana przez czołowych alpinistów.
Zaangażował się w ideę zrównoważonej turystyki. Do śmierci mieszkał w Madonna di Campiglio.